# 両毛
両毛（りょうもう）は、栃木県南西部と群馬県南東部に跨る一帯の広域地名。両毛広域都市圏総合整備推進協議会に参加する6市5町のほか、広義にはさらに西側の群馬県伊勢崎市も含む場合がある。JR両毛線や国道50号などで東西が結ばれ、約80万人の住民は県境を意識することが少なく、生活圏や経済活動が県境を越えてつながっている。
古代の毛野（けの／けぬ）地域にほぼ等しい。毛野は後に、令制国として上毛野国（かみつけのくに／かみつけぬのくに上野国、現在の群馬県）と下毛野国（しもつけのくに／しもつけぬのくに下野国、現在の栃木県）となり、二国に跨る地域名としての両毛や両野（りょうや）の由来となった。「両毛」の名称は、上毛野と下毛野の両方に跨がる地域という意味である。
江戸時代から戦前にかけて、北関東における人口密集地域であり日本鉄道が東北本線を建設する際、埼玉県熊谷市から人口密集地域である両毛地域を経由し宇都宮市に向かう案も存在したほどである。明治時代から昭和時代にかけて生糸や絹織物など繊維産業で経済的に繁栄していた地域でもある。

## 範囲

狭義の両毛または両毛広域都市圏総合整備推進協議会の範囲を表す地図

以前は範囲が曖昧であったが、1992年（平成4年）に発足した「両毛広域都市圏総合整備推進協議会」には下記の11市町（平成の大合併前の発足時は20市町村）と栃木県庁、群馬県庁が参加している。県境による縦割り行政の弊害を打破するため、県立高等学校の越境入学や医療、産業振興、観光などで連携している。
両毛地域は東武伊勢崎線とのその支線で東京都区部と結ばれており、「両毛地域・東武鉄道観光誘客連絡会議」には群馬県伊勢崎市を含めた7市が参加している。

### 「両毛広域都市圏総合整備推進協議会」構成市町
- 栃木県（2市）
  - 足利市、佐野市
- 群馬県（4市1郡5町）
  - 桐生市、太田市、館林市、みどり市
  - 邑楽郡
    - 板倉町、明和町、千代田町、大泉町、邑楽町

#### 合併前に加盟していた町村
- 栃木県（1郡2町）
  - 安蘇郡
    - 田沼町、葛生町
- 群馬県（3郡5町3村）
  - 勢多郡
    - 新里村、黒保根村、東村

  - 山田郡
    - 大間々町

  - 新田郡
    - 尾島町、新田町、藪塚本町、笠懸町

昭和の大合併では越境合併もあり、かつての栃木県足利郡菱村は群馬県桐生市菱町となり、群馬県山田郡矢場川村の東部は栃木県足利市へ編入された。

## 地理
関東平野の北端、足尾山地の裾野に位置し、中央を渡良瀬川、南端部を利根川が流れる。東京都区部からの距離は70 - 115kmの距離に位置し、協議会参加市町の合計面積は1386km2。

## 交通
鉄道網が発達している一方で、日本でもモータリゼーションが急進展した地域とされる。ロードサイド店舗や郊外型ショッピングセンターが多い（「#主な商業施設」「モータリゼーション#両毛デルタ地帯の例」も参照）。

### 鉄道
- 東日本旅客鉄道（JR東日本）
  - 両毛線（佐野駅 - 伊勢崎駅）
- わたらせ渓谷鐵道
  - わたらせ渓谷線（桐生駅 - 沢入駅）
- 上毛電気鉄道
  - 上毛線（新里駅 - 西桐生駅）
- 東武鉄道
  - 伊勢崎線（川俣駅 - 伊勢崎駅）
  - 日光線（板倉東洋大前駅）
  - 桐生線
  - 佐野線
  - 小泉線

### 高速道路
- インターチェンジ
  - 東北自動車道
    - 館林IC(6) - 佐野藤岡IC(7)

  - 北関東自動車道
    - 太田藪塚IC(4) - 太田強戸スマートIC - 太田桐生IC(5) - 足利IC(6) - 佐野田沼IC(7)
- サービスエリア・パーキングエリア
  - 東北自動車道
    - 佐野SA

  - 北関東自動車道
    - 出流原PA
    - 太田強戸PA

### 主な国道
- 国道17号（上武道路）
- 国道50号
- 国道122号
- 国道293号
- 国道353号
- 国道354号
- 国道407号

### 主な商業施設
- 足利市
  - あしかがハーヴェストプレース
  - コムファーストショッピングセンター
  - ケーヨーD2
  - ビバホーム
- 佐野市
  - イオンモール佐野新都市
  - 佐野プレミアム・アウトレット
  - イオンタウン佐野
- 桐生市
  - MEGAドン・キホーテ
  - マーケットシティ桐生
- 太田市
  - イオンモール太田
  - カンケンプラザWOW
  - ジョイフル本田
  - ニコモール新田
- 館林市
  - アゼリアモール
  - ビバホーム
- みどり市
  - 大間々ショッピングセンターさくらもーる
- 邑楽郡
  - ベスタ - 大泉町